# (5639) Ćuk
(5639) Ćuk, internationalement (5639) Cuk, est un astéroïde de la ceinture principale de la famille de Hungaria.

## Description
(5639) Ćuk est un astéroïde de la ceinture principale, de la famille de Hungaria. Il présente une orbite caractérisée par un demi-grand axe de 1,85 UA, une excentricité de 0,02 et une inclinaison de 26,6° par rapport à l'écliptique.

## Compléments